# David Miscavige
David Miscavige (/ˌmɪsˈkævədʒ/; nascido em 30 de abril de 1960) é o líder da Igreja da Cientologia. Seu título oficial é Presidente do Conselho do Centro de Tecnologia Religiosa (Religious Technology Center - RTC), uma empresa que controla as marcas comerciais e direitos autorais de Dianética e Cientologia. Ele chegou a posição de liderança nos anos 1980 e foi nomeado Presidente do conselho do RTC em 1987. As biografias oficiais da Igreja descrevem Miscavige como "o líder eclesiástico da religião da Cientologia".